# Riu Nore
El Nore és un dels rius que junt amb el Barrow i el Suir, són coneguts en Irlanda com Les tres germanes. Desemboca en el mar a la vora de Waterford. La seva longitud total és de 140 km, i és famós per la pesca del salmó i la truita. El Nore neix a les muntanyes del Comtat de Tipperary i corre a través dels comtats Laois i  Kilkenny abans d'unir-se al riu Barrow al nord de New Ross. El riu travessa la ciutat de Kilkenny i d'altres localitats més petites com Bennettsbridge i Thomastown. Més al sud, forma una pintoresca vall en forma de V, a la vora del poblet d'Inistiogue. Els principals afluents del Nore són el Dinin, el  Kings i el Black Water.